# Noam Galai

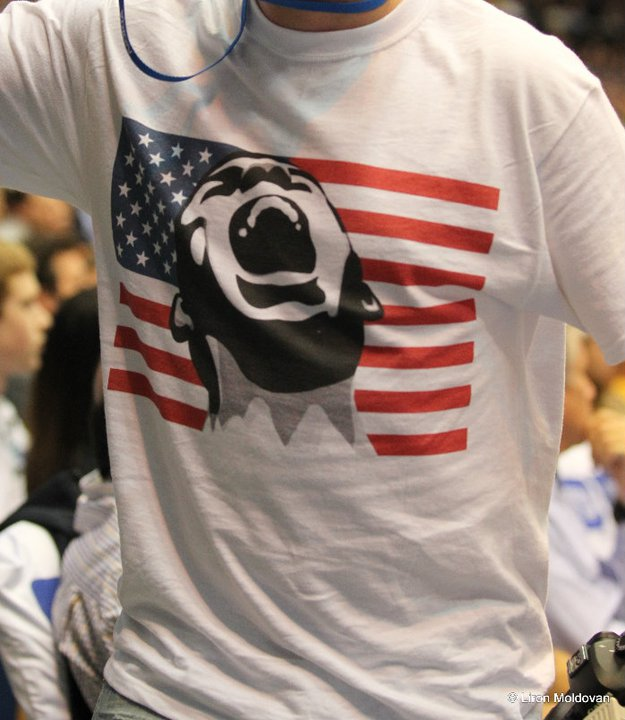
Ukradený výkřik (The Stolen Scream) na tričku

Noam Galai (* 9. září 1984 Jeruzalém) je izraelský fotograf se sídlem v New Yorku. Nejznámější je jeho případ globálního porušení práv duševního vlastnictví, a sice krádež jeho ikonického obrázku výkřiku.

## Život a dílo
Profesionálně začal fotografovat když sloužil v izraelské armádě pro Izraelské obranné síly, v roce 2005 začal fotografovat pro basketbalový klub Maccabi Tel-Aviv. Počátkem roku 2006 se přesunul do New York City a pokračoval ve své kariéře. Věnoval se převážně sportovní fotografii – NBA, WNBA a události Euroligy. Portrétoval celou řadu celebrit, hudebníků a politiků. Působil jako osobní fotograf pro osobnosti jako jsou například Carly Rose Sonenclar, Miri Ben-Ari nebo Alice Tan Ridley. V roce 2011 byl jeho snímek New York City vybrán magazínem Life jako nejlepší fotografie roku. V současné době (2013) pracuje pro AOL.

## The Stolen Scream
V únoru 2006 Noam pořídil sérii autoportrétů znázorňující sebe sama jako křičí a poslali je na internetové stránky pro sdílení fotografií. Jeho autoportréty s výkřikem získaly velkou popularitu, a další umělci začali používat stejné autoportréty jako inspirace pro své vlastní umění. Bez Noamova vědomí byl jeho snímek používán jako symbol pro občanské nepokoje, objevoval se na plakátech a graffiti v mnoha zemích, jako například Írán, Španělsko, Argentina, Egypt a Honduras. Neoprávněně používaly jeho tvář také firmy, které vyráběly a prodávaly trička, knihy, časopisy a další vymoženosti. Tento příběh byl používán ve zpravodajství jako ilustrace v rostoucích debatách o šíření duševního vlastnictví a v debatách o otázkách autorského práva. Příběh se stal proslulým a díky této publicitě se stal Noam Galai známý jako člověk za tváří Ukradený výkřik (The Stolen Scream).

## Galerie

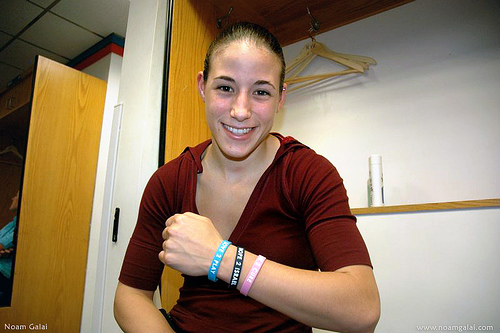
Shay Doron
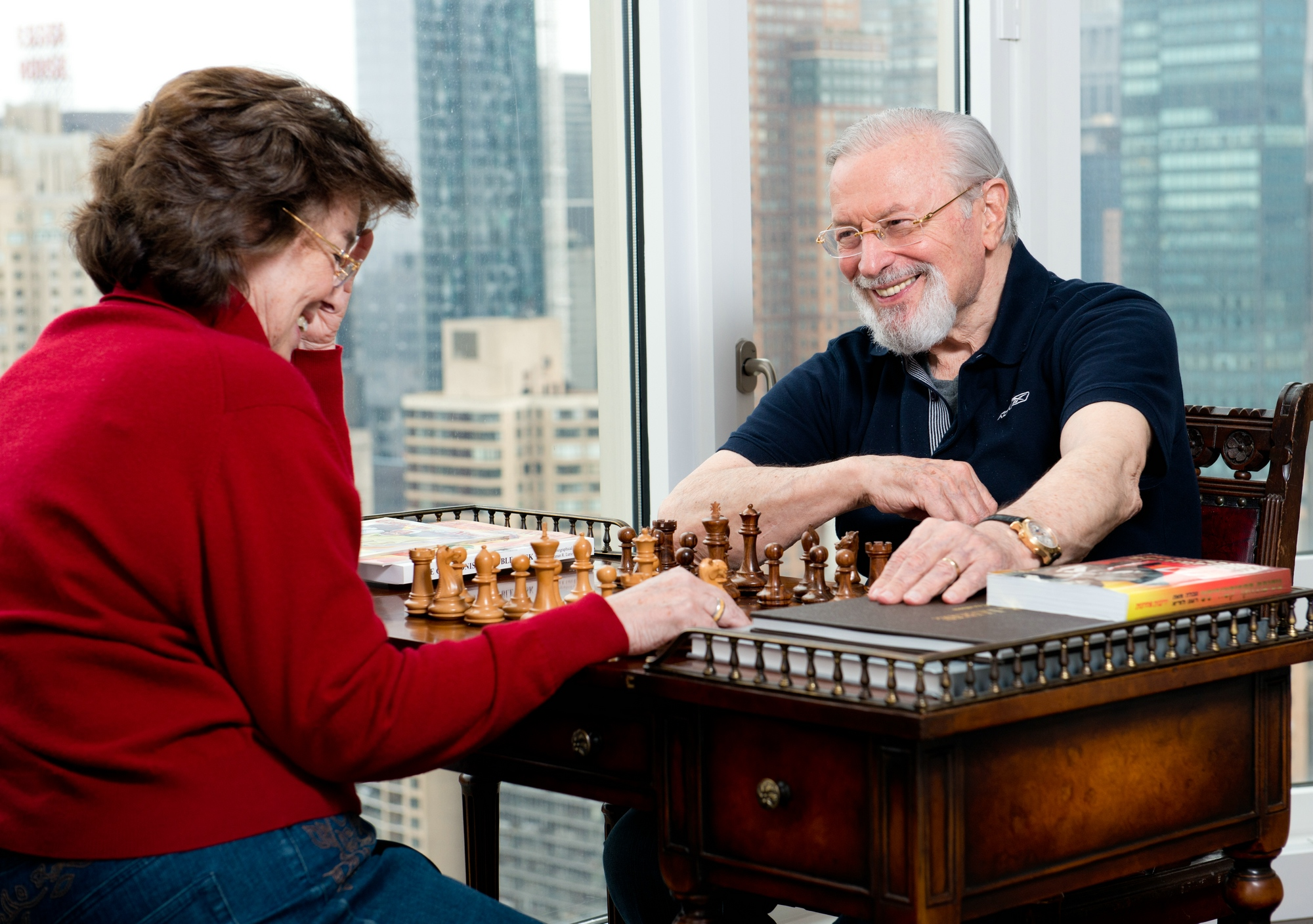
Ranan Lurie
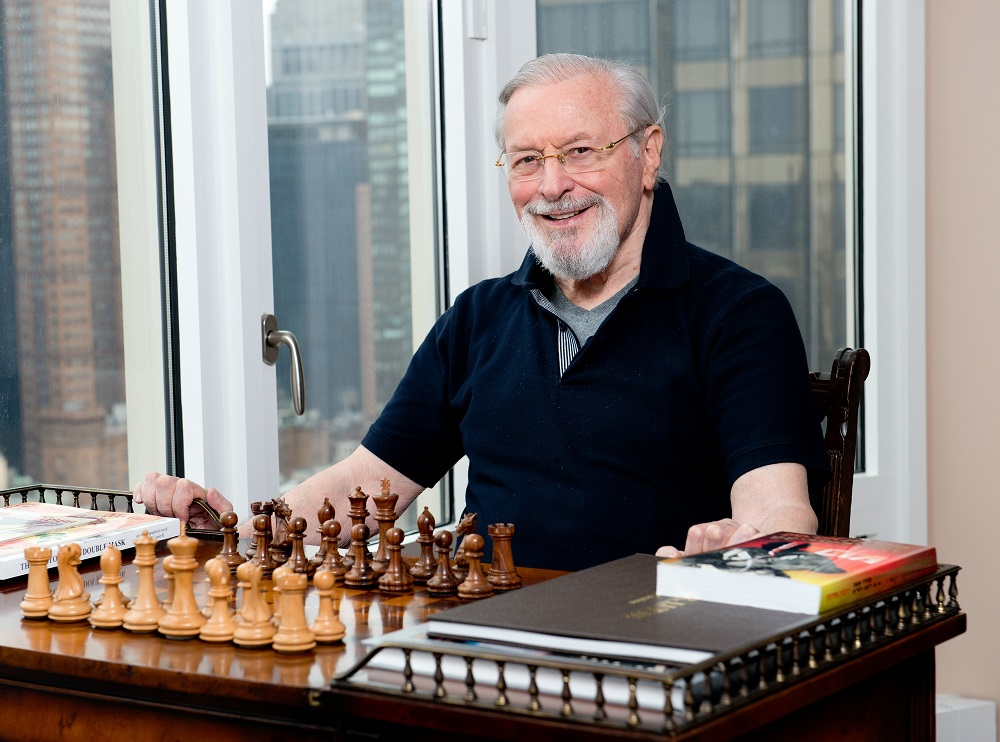
Ranan Lurie
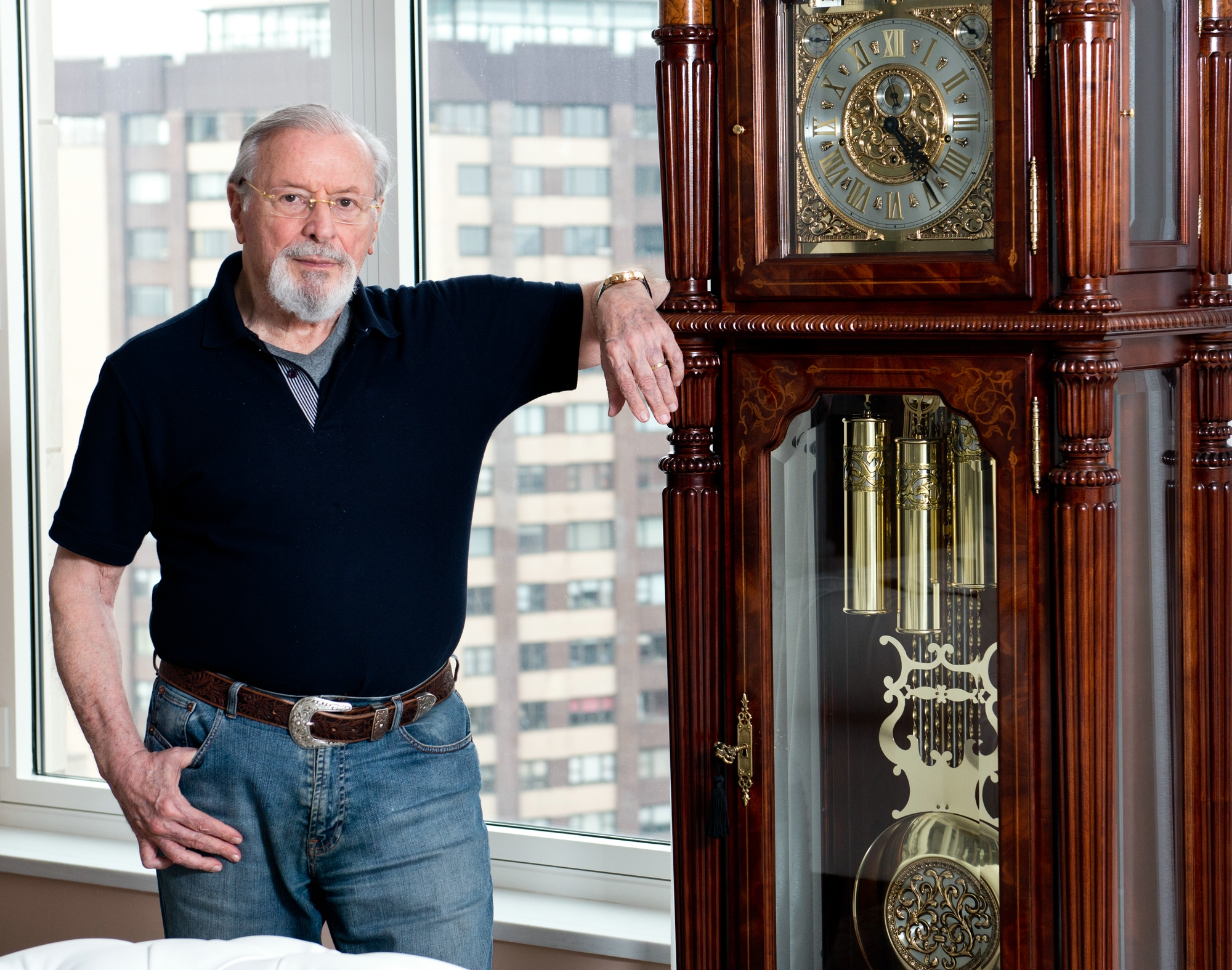
Ranan Lurie